# Fonte di Giuturna
La fonte di Giuturna è un'antica area sacra dedicata a Giuturna, ninfa della fonti, in corrispondenza di una sorgente monumentalizzata che si trova nel Foro Romano, tra il tempio dei Dioscuri e la casa delle Vestali.

## Descrizione

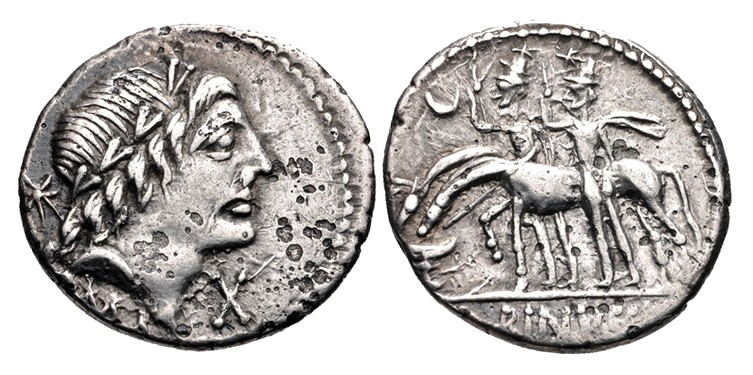
Denario del 96 a.C.. Sul retro i Dioscuri che abbeverano i cavalli alla fonte di Giuturna.

La fonte, tra le più antiche e importanti della città, che sgorgava ai piedi del Palatino, era dedicata a Giuturna, una ninfa sorella di re Turno, che era la divinizzazione della fonte stessa, come spesso accadde nel mondo antico.
L'area, scavata nel 1900 da Giacomo Boni, era già venerata in epoca arcaica; fu decorata in epoca repubblicana e ulteriormente monumentalizzata in epoca imperiale.
Il bacino di raccolta delle acque, alimentato da due sorgenti negli angoli settentrionali, è approssimativamente quadrato (5mx5m), rivestito di marmo e con al centro un piedistallo rettangolare. A circa un metro di profondità, sulla pavimentazione di epoca augustea, si trova il bacino inferiore di epoca repubblicana, costruito in opera quasi reticolata, tipica del periodo a cavallo tra la fine del II e l'inizio del I secolo a.C.. La datazione più accettata è quella connessa al restauro del vicino tempio dei Càstori a opera di Lucio Cecilio Metello Dalmatico nel 117 a.C.. Vi si notano dei restauri più tardi, probabilmente dell'inizio della fase imperiale, in tufo diverso, databile al restauro in epoca tiberiana del tempio.
Nel bacino furono rinvenute le statue dei Dioscuri fatte a pezzi, originariamente poste, quasi certamente, sul piedistallo centrale e oggi conservate nel museo del Foro romano insieme alle statue di Apollo ed Esculapio, che ornavano la fonte. Raffiguravano i Dioscuri nell'atto di abbeverare i loro cavalli alla fonte, come nella loro leggendaria apparizione nel Foro prima della vittoriosa battaglia del lago Regillo.
Si tratta di opere in stile arcaico, tipiche della tarda età ellenistica coeva alla fine del II secolo a.C. . Furono probabilmente danneggiate nell'incendio del 12 a.C., come dimostrano i restauri in marmo differente (marmo di Carrara invece che marmo pentelico) e le tracce di fuoco.
Il rilievo che si vede oggi vicino al bordo della fonte è una copia (l'originale è nell'Antiquarium) di un rilievo traianeo con i Dioscuri, i loro genitori Giove e Leda e Giuturna. Il pozzo marmoreo antistante ha una doppia iscrizione col nome di Marco Barbazio Pollione, edile curule, vissuto in epoca cesariano-augustea.
L'ara invece risale all'epoca di Settimio Severo, e presenta diverse raffigurazioni: sui lati maggiorni, quelle di Giuturna e Turno e dei Dioscuri, su quelli minori Giove con scettro e fulmine, e Leda col cigno.